# Morpholeria phasmopoda
Morpholeria phasmopoda är en tvåvingeart som beskrevs av Gorodkov 1974. Morpholeria phasmopoda ingår i släktet Morpholeria och familjen myllflugor. Inga underarter finns listade i Catalogue of Life.